# Павлов, Евгений Александрович (мэр)
Евге́ний Алекса́ндрович Па́влов (род. 20 сентября 1967, Смоленск, Смоленская область) — российский политик, мэр Смоленска (2013—2015).

## Биография
Евгений Александрович Павлов родился 20 сентября 1967 года в Смоленске Смоленской области.
- В 1986—1988 годах — служил в рядах Вооружённых сил;
- 1993 год — окончил Московский ордена Ленина и ордена Октябрьской Революции энергетический институт по специальности: электрические системы и сети.
- 2010 год — депутат Смоленского городского Совета четвёртого созыва;
- 18 ноября 2011 — Член партии «Единая Россия».
- 17 ноября 2012 — Член Регионального политического совета Смоленского регионального отделения Всероссийской политической партии «Единая Россия»;
- 22 июня 2013 — Член Местного политического совета Смоленского городского местного отделения Смоленского регионального отделения Всероссийской политической партии «Единая Россия»;
- 9 августа 2013 — 10 ноября 2015 — мэр Смоленска[1].
  - Субъект выдвижения: «Смоленское городское отделение партии „Единая Россия“».
  - Результат на выборах в 2010 году: 66,90 % (1805 избирателей)
  - Избирательный округ № 2.

## Деятельность
- 9 августа 2013 — 10 ноября 2015: мэр Смоленска; Председатель Смоленского городского Совета IV созыва.